# ماكسيم فاشيي-لاغراف
ماكسيم فاشيي-لاغراف (بالفرنسية: Maxime Vachier-Lagrave)‏ ولد في 21 أكتوبر 1990 ويشار إليه أحيانا بـ (أم في أل، MVL) وهو أستاذ كبير فرنسي وهو بطل العالم للناشيئن في 2009 واللاعب المصنف رقم واحد في فرنسا ، في أوت 2016 أصبح ثاني أعلى لاعب مصنف في العالم بإيلو قدره 2819.
ماكسيم بطل فرنسا للشطرنج ثلاث مرات (2007. 2011. وتشارك 2012)، وفائز ببطولة بيل غراند ماستر (2009. 2013. 1014 .2015) كما يملك شهادة باكالوريس في الرياضيات تحصل عليها في 2010.

## روابط خارجية
- ماكسيم فاشيي-لاغراف على موقع الاتحاد الدولي للشطرنج (الإنجليزية)
- ماكسيم فاشيي-لاغراف على موقع مباريات الشطرنج (الإنجليزية)
- ماكسيم فاشيي-لاغراف على موقع 365Chess.com (الإنجليزية)
- ماكسيم فاشيي-لاغراف على موقع Chesstempo.com (الإنجليزية)
- ماكسيم فاشيي-لاغراف سجل أولمبياد الشطرنج على موقع OlimpBase.org (الإنجليزية)